# 마리 마티코
마리 마티코(Marie Matiko, 1970년 9월 12일 ~ )는 미국의 영화배우이다.
미국에서 태어났다.

## 영화
- 개구쟁이 데니스 크리스마스 (2007년)
- 데이트 영화 (2006년) - 베티 역
- 포비든 워리어 (2004년)
- 포세이돈 (2002년)
- 썸 오브 올 피어스 (2002년)
- 아트 오브 워 (2000년) - 줄리아 팡 역
- 커럽터 (1999년)